# Rudí
Rudí (v anglickém originále Reds) je americký dramatický film z roku 1981. Režisérem filmu je Warren Beatty. Hlavní role ve filmu ztvárnili Warren Beatty, Diane Keatonová, Edward Herrmann, Jerzy Kosinski a Jack Nicholson.

## Ocenění
Maureen Stapleton získala za svou roli v tomto filmu Oscara a cenu BAFTA a byla nominována na Zlatý glóbus. Jack Nicholson získal za svou roli v tomto filmu cenu BAFTA a byl nominován na Oscara a Zlatý glóbus. Warren Beatty získal za režii k tomuto filmu Oscara a Zlatý glóbus a dále byl za svou roli v tomto filmu nominován na Oscara, Zlatý glóbus a cenu BAFTA. Film dále získal Oscara za nejlepší kameru. Diane Keatonová byla za svou roli v tomto filmu nominována na Oscara, Zlatý glóbus a cenu BAFTA. Film byl dále nominován na šest Oscarů (kategorie nejlepší film, scénář, výprava, kostýmy, zvuk a střih), dva Zlaté glóby (kategorie nejlepší film-drama a scénář) a dvě ceny BAFTA (kategorie nejlepší kamera a kostýmy).

## Obsazení
| Warren Beatty     | John Silas Reed   |
| Diane Keatonová   | Louise Bryantová  |
| Edward Herrmann   | Max Eastman       |
| Jerzy Kosinski    | Grigorij Zinovjev |
| Jack Nicholson    | Eugene O'Neill    |
| Paul Sorvino      | Louis C. Fraina   |
| Maureen Stapleton | Emma Goldmanová   |
| Nicolas Coster    | Paul Trullinger   |
| M. Emmet Walsh    | uvaděč            |
| Gene Hackman      | Pete Van Wherry   |
| Jan Tříska        | Karl Radek        |